# Tudományfilozófia
A tudományfilozófia egyfelől a filozófia azon ága, mely a tudomány filozófiai kérdéseit vizsgálja, úgy mint a tudományos megismerés lehetőségeit, módszereit, a tudományos igazságok és következtetések érvényességének okait. Ebből a szempontból a tudományfilozófia a tudománnyal foglalkozó vizsgálódások olyan sorába tartozik, mint a tudománytörténet, a tudományszociológia, a tudomány etikája azzal a megkülönböztetéssel, hogy a témái episztemológiai, ontológiai, metodológiai (tehát filozófiai) természetűek. Másrészt a tudományfilozófián olyan filozófiai vizsgálódásokat is értenek, melyek a tudomány módszerével közelítenek a filozófiai kérdésekhez, ezáltal az analitikus filozófiával rokoni kapcsolatot mutatnak.
A tudományfilozófia néhány jellemző kérdésköre:
- Milyen módszerek alkalmasak a tudomány állításainak igazolására? Mi tesz egy vizsgálódást tudományossá? Mi a tudományos módszer?
- Mi egy tudományos elmélet? Melyek a tudományos fogalmak karakterisztikus tulajdonságai?
- Létezik tudományos fejlődés?
- Hogyan változtak a tudomány története során a tudományos meggyőződések, elméletek és kutatási programok?
- A tudomány eredményei milyen hatással voltak és vannak a világról, természetről, életről alkotott képünkre?
- Az egyedi tudományok (fizika, biológia, kémia) milyen sajátos filozófiai kérdéseket vetnek fel? (Mi a tér és az idő? Mi az élet?)

A tudományfilozófia határos számos más, a tudománnyal foglalkozó tudománnyal. Így például a tudomány- és tudásszociológiával (a tudomány intézményeinek társadalmi kérdései, a társadalomban elfoglalt helyük, a tudás mint társadalmi termék vizsgálata), vagy a kognitív tudománnyal (a megismerés és a tudás pszichológiai vonatkozásaival).
A tudományelméleti, mindenekelőtt a tudomány ismereteinek és módszereinek struktúráját és fejlődését érintő problémákkal már az antik korban is foglalkoztak (Arisztotelész). A tudományfilozófia további részproblémáit olyan filozófusok kutatták mint Francis Bacon, Descartes, Leibniz, D'Alembert, Diderot, Kant, Fichte, Hegel, később Bolzano. Tudomány alatt ezen kutatások során elsősorban tudományos ismeretek rendszerét értették és a tudományelmélet ebben az értelemben szorosan összefügg az ismeretelmélettel és annak módszertanával.
Az egyes tudományok, pl. a közgazdaságtan, szociológia, pszichológia vizsgálatainak eredményeiből indul, majd kidolgozza saját fogalomrendszerét. Erre az alapra építve általánosítja a tudományok ismereteit és megpróbál minden szakmai kutatás egységes elméleti alapjává válni.

## A tudományfilozófia története
A tudomány problémái a filozófia kezdete, az antikvitás óta jelen vannak a filozófia történelmében. Például Platón: Menón dialógusa, Berkeley, Newton kritikája, Newton – Leibniz vita, Kant filozófiájában, Einstein – Bohr vita.

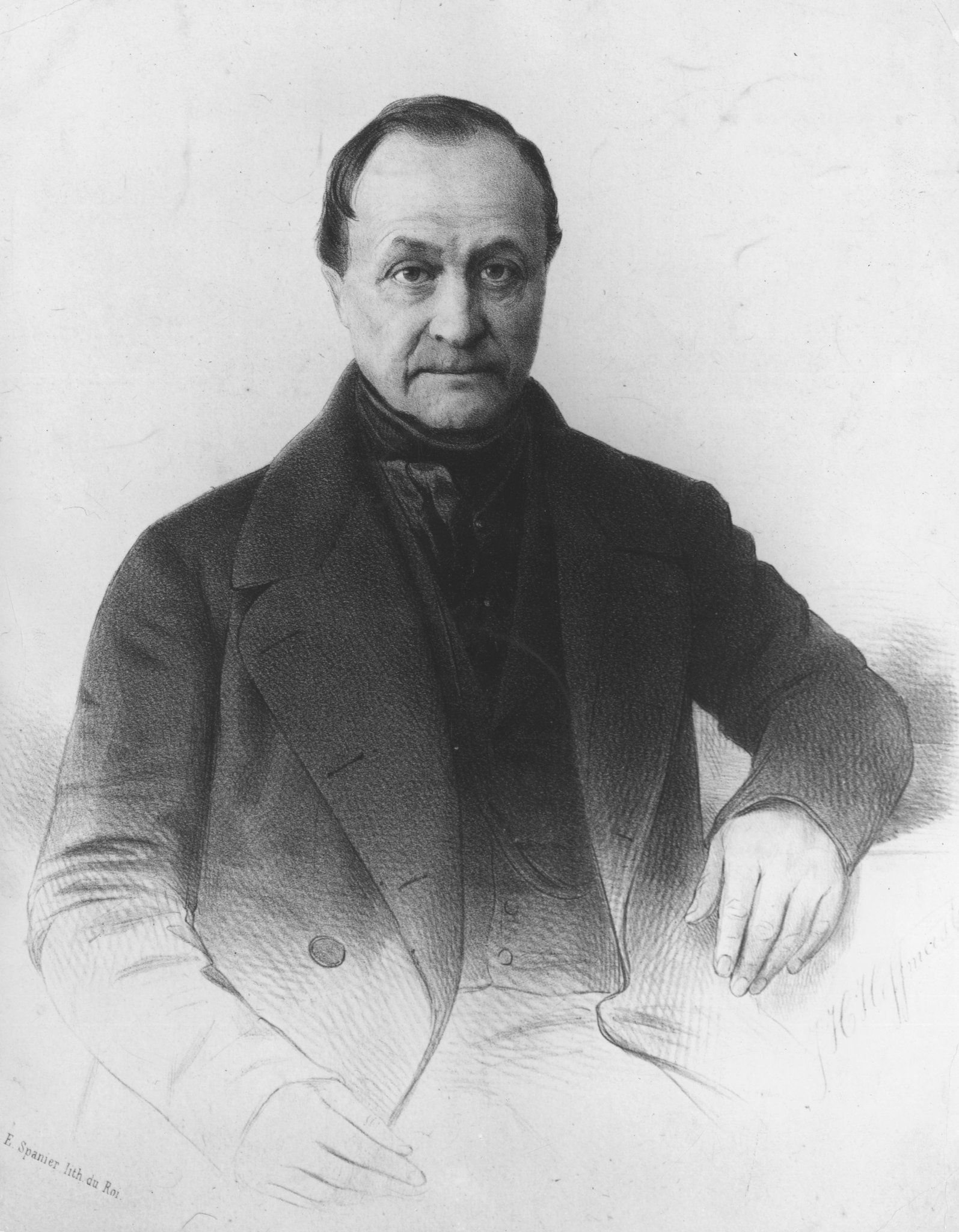
Auguste Comte a pozitivizmust átfogó rendszerré fejlesztő francia filozófus

Az első tanszéket 1870-ben a Zürichi Egyetemen alapították meg, de ennek befolyása csekély volt. A terület akkor vált jelentőssé, amikor Ernst Mach-ot 1895-ben a Bécsi Egyetem "Az induktív tudományok története és elmélete" nevű szak élére kinevezték. Az 1920-as években alakul meg a Bécsi Kör, a neopozitivizmus szellemi bölcsője. Az ezen körön belül felvetett témák és kinyilatkoztatott álláspontok részben mind a mai napig meghatározzák a tudományfilozófia belső szakmai párbeszédét.
A tudományfilozófia valamikor a 20. század első felében érlelődött külön ágazattá. Ezen idő tájt intézményesül, tanszékek jönnek létre, folyóiratok jelennek meg. Nagy szerepe van a logikai pozitivizmus irányzatának, amely ezt fő feladatának tekintette, és nagy lépéseket ért el benne. Ez nem jelenti azt, hogy előtte ne foglalkoztak volna tudósok és filozófusok ilyen jellegű kérdésekkel. A logikai pozitivisták a tudományfilozófián belül hangsúlyosabban foglalkoztak a módszertannal, mint a többi kérdéssel. Egyesek nem is tartottak mást tudományfilozófiának, csak a tudomány logikájának kutatását (ld. Rudolf Carnap). Mások már ekkor is foglalkoztak a többi kérdéssel, lásd Otto Neurath tevékenységét.
A modern értelemben vett tudományok kialakulását a 17. századra tehetjük, ami egyben az empirizmus megjelenésének ideje. Módszertanilag az induktív eljárás bizonyult a legelfogadhatóbbnak: a megismerő nem rendelkezik a priori tudással. A megismerés alapegysége az ép érzékszervekkel rendelkező individuum, aki csak az empirikusan megalapozott, a logikai következtetés és elvonatkoztatás szabályaival összhangban álló vélekedést tekinti tudásnak. Ezek az eljárások tették lehetővé a metafizikától elkülönített, "pozitívnak" nevezett tudomány létrejöttét.
Auguste Comte szerint a pozitív stádiumba jutott tudománynak három fő jellemzője van:
1. Episztemológiai : a tudományos megfigyelés csak a tényekre irányul, nem törődik ezek okaival. A megismerőnek nincsenek a priori eszközei, csak a tapasztalatra hagyatkozhat.
2. Ontológiai : az állítások igazsága helyett csak azok bizonyossága a fontos.
3. A pozitív tudomány célja: olyan magyarázatok és előrejelzések megalkotása, amelyek segítségével hatalmat nyerhetünk a természet erői felett.

### Neopozitivizmus
A poszt-pozitivista filozófusok (1920-1960) a korábbi pozitivizmus örököseinek tekintették magukat. De szerintük – mivel az elme működése nem publikus – az episztemológia nem beszélhet homályos és világos ideákról, mentális struktúrákról. A megismerés mentális kategóriákat használó értelmezése helyett a nyelvet állították a középpontba, melyben a kognitív folyamatok testet öltenek. A nyelv és a gondolkodás szoros összefüggésben állnak; az, hogy az előbbi manifesztálja az utóbbit, igazolatlan filozófiai föltevés. A neopozitivisták megkülönböztették a felfedezés és az igazolás kontextusát, mondván, a probléma megoldásának lehetnek intuitív, nem racionális mozzanatai is.
A neopozitivisták szerint a protokolltételek privátak, igazságukat csak az a személy ellenőrizheti le, akinek a tapasztalatáról szó van. Így nem biztos, hogy igazságot fejeznek ki. Például ha azt mondom: "nekem most hidegérzetem van", az nem azonos azzal a kijelentéssel, miszerint ""itt most hideg van". Következésképp a fenomenális nyelv nem töltheti be a protokolltételek szerepét. A verifikációs elv nem állja meg a helyét.
A logikai pozitivizmus filozófusainak köszönhetjük a tudományfilozófia diszciplínává fejlődését, annak intézményesülését, folyóiratait.

### A deduktív-nomologikus modell
1948-ban Carl Hempel és Paul Oppenheim kidolgozták a tudományos magyarázat deduktív-nomologikus (D-N) modelljét, később Hempel még hozzáfűzte az induktív-statikus (I-S) modellt is. A D-N és az I-S együtt alkotják az átfogó törvény modelljét, ami szerint a magyarázat abban áll, hogy egy megmagyarázandó eseményt a törvényszerűség alá kell rendelni. Maga a magyarázat egy szillogizmus lesz.
A pozitivista szerint éles elvi különbség van: tudomány és filozófia, tény és érték, analitikus és szintetikus állítások, felfedezés és igazolás, megfigyelés és elmélet között. A tudományban fejlődés, ismeretnövekedés van. Léteznek a tudományban alapok (fundacionalizmus), és logikai módszerekkel ezekre épül minden. A tudomány teljes mértékben racionális tevékenység. Ideológiai, társadalmi, politikai körülmények nem játszanak szerepet a tudomány tartalmában, a tudomány ideológiamentes.
A tudományos elméletek igazolásának kontextusa nyelvi kontextus, s ezért megadhatók az egyértelmű és normatív szintaktikai és logikai szabályai. A szintaktikai szabályokat megsértő mondat csupán értelmetlen szósor, így nem fejezhet ki állítást. Annak érdekében, hogy a szintaktikai hibák kimutathatóak legyenek, a bécsi kör (Wiener Kreis) filozófusai megalkották a verifikációs elv (ellenőrizhetőség) fogalmát.

#### Verifikációs elv
1. Egy szintetikus állítás akkor lehet értelmes, ha empirikus tartama van. Egy szintetikus állítás akkor érthető, ha a tényállás, amit kifejez, a valóságban megtalálható, leellenőrizhető. Azok a szintetikus állítások, amelyek empirikus tartalommal nem rendelkeznek, értelmetlenek. Egy szintetikus állítás jelentése azonos verifikációjának a módjával.
A verifikáció kritériuma értelmében Carnap értelmetlennek nyilvánította a metafizikát, mivel annak nincs empirikus tartalma, nem szól semmiről. Ezt viszont sokan a mai napig nem fogadják el (Tőzsér, Metafizika, 2009).
2. A verifikálás úgy történik, hogy komplex mondatokat elemi mondatokra bontunk és ezek igazságát vizsgáljuk. Ezek az elemi mondatok az úgynevezett protokolltételek. Ezek a tételek redukált nyelven fogalmazódnak meg.

#### Konfirmálhatóság elv
Mivel a verifikációs elv nem bizonyult jónak, Carnap a konfirmálhatóság elvével cseréli ki. Ez az elv azt írja elő, hogy az ellenőrizni kívánt állításról tapasztalati ellenőrzésnek alávethető állítások legyenek levezethetők. Továbbá le kell tennünk arról, hogy egy állítást valaha is végérvényesen igaznak tekinthessünk.
Hempel a konfirmáció elvében egy paradoxonról írt, amely szerint egy univerzális állítást vele össze nem függő megfigyelések is konfirmálhatnak. Logikai szempontból értelmetlen azt mondani, hogy univerzális hipotézis konfirmálásánál bizonyos esetek relevánsak, mások pedig irrelevánsak.

#### A fizikalizmus
Otto Neurath és Rudolf Carnap szerint minden megfogalmazható fizikai nyelven, ami így kikerüli az érzetadatok (sense data) szubjektivitását. Itt merül fel a protokolltétel-vita, miszerint csak az érzetadatok alapján fogalmazhatunk meg fizikai állításokat, ami bizonyos gondolkodók szerint a fizikai állítások objektivitását (vagy akár a teljes objektivitást) megkérdőjelezi. A bécsi kör szétesése után a vita kikerült a központi kérdések közül.

#### A két nyelv modell
A tudomány rekonstrukciójához két nyelvet kell használni: egy megfigyelési L(0), és egy teoretikus L(1) nyelvet. Az elmélet standard formulája: minden tudományos elmélet szótára három fő részre bontható:
- "Felülről adottak" (nevek, funktorok, prédikátumok) – interpretálás nem történik, primitív szókészlet.
- "Alulról adottak" – megfigyelési terminusok, megfigyelhető, mérhető tulajdonságokat rögzítenek, ezért nem szorulnak interpretálásra.
- E fenti két szint együttműködésével definiálhatjuk az elméleti terminusokat: vesszük a jelentést felülről, a megfigyelési terminusokkal interpretáljuk, majd rögzítjük, hogy ezt a nevet ilyen és ilyen megfigyelés együttesére használjuk.

Az interpretáció megtörténéséhez hozzá kell rendelni az absztrakt és a megfigyelési terminusok megfelelő kombinációit. Ezt az egymás mellé rendelést nevezzük korrespondencia szabályoknak.

### A neopozitivizmus kritikusai
Karl Popper szerint az emberi tudásnak nincsenek végső fundamentumai, hanem állandóan ki vannak téve a tévedés lehetőségének. Egy eredmény akkor tekinthető tudományosnak, ha jól tesztelhető, és van rá potenciális lehetőség, hogy kimutatható a hamissága (falszifikálható). A valódi tudományos elméletek hipotetikus-deduktív rendszerűek. A tudományos gondolkodást uraló forma a logikából ismert modus tollens.
Egy hipotézis akkor falszifikálható, ha ki vannak jelölve azok a megfigyelési állítások, melyek segítségével az igazságát megítélhetjük. Két ilyen kritériumot nevezett meg Popper:
1. Szintaktikai kritérium: "van olyan X amely Y".
2. Pragmatikai kritérium: igazságértéke eldönthető kell, hogy legyen kísérleti-megfigyelési technikával.

A bázis állítások nem azonosak a fundamentál állításokkal. Nem törekszenek arra, hogy a tapasztalat segítségével igazolják őket. A tapasztalat azonban motiválhatja egy bázis állítás elfogadását vagy elutasítását, de sohasem igazolja azt.
A falszifikálás következményeivel az áltudományok nem egyezhetőek össze, mert vagy nincsen semmilyen empirikus relevanciájuk, vagy mert egyáltalán nem szembesíthetők semmilyen tapasztalattal vagy nincs az a tapasztalati esemény, amely cáfolhatná őket.
Maga a falszifikálás úgy történik, hogy felállítanak egy, az elmélettel összeegyeztethetetlen alacsony szintű empirikus hipotézist, majd kitalálnak egy döntő kísérletet, hogy ennek segítségével változtassanak az eredeti és a falszifikáló kísérlet közt. Ha a falszifikáló hipotézis egyezik a tapasztalatokkal, akkor az illető elmélet falszifikáltnak tekinthető, de ez még korántsem jelenti azt, hogy az illető elmélet igazolt.
Pierre Duhem összefüggő rendszereknek tekintette a tudományos elméleteket. Szerinte a fizika nem egy gép, hanem egy organizmus. Mikor ellenőrzünk valamit, akkor az egész rendszerre ki kell terjeszteni azt. (Holisztikus felfogás)
Quine az empirista felfogás híve és célja azt megszabadítani a dogmáktól. Szerinte a tudomány az ember által alakított erőtér, mely az empirikus tapasztalatokkal csak a peremén érintkezik. Lehetetlen elkülöníteni a tudomány tisztán empirikus részeit a tisztán teoretikus részektől. A quine-i érvek alatt az egész neopozitivista jelentéselmélet, a szemantikai atomizmus összeomlik.

## Realista és antirealista álláspontok
A realisták szerint a tudományos megismerés tárgyai ontológiai státuszukat tekintve valóságos létezők. Így például egy kőhöz hasonlóan létezik az elektron, az energia, az elme, vagy éppen a legnagyobb prímszám. A tudományos realizmus fő képviselői: Ernan McMullin, Stathis Psillos, önmeghatározásuk szerint Hilary Putnam és Richard Boyd is, noha Putnam belső realizmusa és Boyd konstruktivizmusa a természetes fajokat illetően a klasszikus doktrínáktól némileg eltér. A tudományok története szerintük a valósághoz való közeledésként értelmezhető.
Az antirealizmus képviselői szerint nem beszélhetünk egy független valóságról, és az annak való megfelelésről.

## Poszt-modern iskolák
A poszt-pozitivisták tagadják a "bevett nézet" elméletet. Szerintük nincs különbség a filozófia és a tudomány között, az analitikus és szintetikus állítások, a felfedezés és igazolás, megfigyelés és nyelv között. A tudomány és a filozófia nem határolódik el élesen, a tudomány metafizika által fertőzött. Nincsenek értékmentes tények. Az analitikus és szintetikus igazságok megkülönböztetése nyelvhez kötött. A tudomány nem teljesen racionális. Ideológiai, politikai körülmények szerepet játszanak a tudomány tartalmában, sőt e tényezők nélkül a tudomány nem érthető meg.
Később a tudományfilozófia történeti, majd szociológiai fordulatával a többi ágra terelődött a hangsúly. Ez Thomas Kuhn, David Bloor és mások kutatásainak köszönhető. A tudományszociológia, története kicsit eltérő, mert az már a 20. század elején is hangsúlyos diszciplína volt, köszönhetően Robert Merton és Pierre Duhem munkásságának.
A perceptuális kép nem az elemi mondatok mozaikszerű kombinálásának eredményeként, hanem az észlelőben működő alakképző erő hatására formálódik.
Nincs tisztán empirikus észlelés, a teoretikus és az empirikus nem különíthetők el tisztán egymástól: egy felfedezéskor is vannak tanult konceptuális igazságok.
Thomas Kuhn szerint a dogmák elősegítik a felfedezést. A tudományos elméletek nem egyszerűen az ismeretek tetszés szerint szűkíthető vagy bővíthető halmazai, hanem meghatározott logikai egységek. A tudományos elméletek nyelve egy hálóhoz hasonlatos, melynek csomópontjait alkotják az egyes fogalmak. Kuhn szerint a különböző korszakokban különböző tudományos paradigmák (Kuhn a tudományos felfogások, és módszerek összességégét érti ez alatt) voltak, amik meghatározták az akkori tudomány működését (ezzel magyarázza többek között az ókori görög tudományosság módszereinek, céljainak maitól való különbözőségét). Emiatt a különböző korok tudományai szerinte összemérhetetlenek, hiszen egész más céllal születtek, és egészen másképp tekintettek rá az adott korban.
Paul Feyerabend szerint soha nem érvényesülnek univerzális, tiszta, kontextusfüggetlen módszertani normák. Nincs olyan módszertani normahalmaz, amelyet már számos elmélet meg ne sértett volna. A tudománytörténet módszertani tanulsága az, hogy "bármit lehet" (anything goes). Feyerabend szerint a tudományok nagyrészt mesterséges konstrukciók, a naivnak tételezett, empirista, szcientista, pozitivista stb. tudományelméleti dogmák által hirdetett objektivitás fogalmához vajmi kevés közük van; utóbbi értelemben semmivel sem „objektívabbak”, mint bármely más szellemi konstrukció (például a mítoszok). Az egyetlen intellektuálisan tisztességes álláspont az episztemológiai anarchizmus. Radikális nézeteit árnyalja, hogy A módszer ellen c. művét Lakatos az abban foglaltakkal ellentétes elveit kifejtő művével akarta kiadni, ami azonban Lakatos váratlan halála miatt nem készülhetett el. Alan Sokal és Jean Bricmont kritizálták álláspontját.
Lakatos Imre alapvetően Popper és Kuhn nézeteit vallotta, de ezzel kapcsolatos nézetei korai halála miatt kidolgozatlanul maradtak. A matematikafilozófiában azonban maradandót tudott alkotni. Véleménye szerint a matematika módszere nem különbözik élesen a természettudományokétól, Bizonyítások és Cáfolatok c. művében mutatja be a matematikai felfedezés menetét. A matematikát "kvázi-empirikus" tudományként határozza meg, szembehelyezkedve a korábbi felfogással, mely azt "euklideszi-tudomány"-ként élesen elkülöníti a többitől. Úgy gondolja, hogy a matematika csak a bizonyítások érvényességének erősségében különbözik a természettudományoktól.
David Bloor szerint a racionalitás normái társadalmi képződmények, s ezért szociológiai magyarázatot érdemelnek. Fel kell tárni a racionalista érvelésekben azt a pontot, ahol az érvek saját fényükben válnak láthatóvá, ahova a Cselekvő Ész túllép az oksági folyamatakon és társadalmi feltételeken.

## Kontinentális tudományfilozófia
A kontinentális filozófia a tudományt világtörténelmi nézőpontból vizsgálja.

## Ágai
- A tudományos módszerelmélet (metodológia) a tudományos módszerrel, a tudományos kutatás logikájával és a szaktudományi módszertanok (metodika) közös vonásaival foglalkozik.
- Ismeretelmélet
- Tudományetika
- Történeti tudományfilozófia

## A tudományfilozófia határtudományai
- A tudományszociológia a tudomány intézményeivel foglalkozik.
- A tudásszociológia a társadalmi megismerés folyamataival; a társadalmi tudás kialakulásának, terjedésének, használatának és megőrzésének szociológiájával foglalkozik.
- A tudáspszichológia a tudományos közösségek, tudományos kutatás pszichológiai kérdéseivel foglalkozik.
- A tudománytörténet értelemszerűen a tudomány történetével.